# Космический призрак
Космический призрак (с англ. — «Space Ghost Coast to Coast», досл.: «Космический призрак от побережья до побережья») — анимационное комедийное ток-шоу, пародирующее как супергероя 1960-х Космического призрака, так и звёзд телевидения. Особенность шоу в том, что мультипликационный призрак разговаривает с живыми актёрами.
Мультсериал транслировался на канале Adult Swim в 2001 году, являлся собственностью студии Ханна-Барбера. После закрытия студии мультсериал перешёл на собственность студии Cartoon Network.
Автором проекта выступил Майк Лаззо, позже ставший одним из исполнительных продюсеров телеканала Cartoon Network. Чуть позже к нему присоединились Адам Рид, Мэтт Томпсон, Мэтт Майелларо, Дейв Уиллис, став соавторами сценариев шоу.

## Основной сюжет и идея
Сюжет мультфильма заключается в том, что супергерой, известный по мультфильму «Ханна-Барбера» 1966 года, ушёл «на пенсию».
И чтобы как-то убить своё драгоценное время, он открыл своё ток-шоу, которое назвал «Space Ghost Coast to Coast», что дословно переводится как «Космический призрак: от побережья до побережья».
Призрак сидит за столом, за ним он говорит, пишет, из-за него смотрит на экран. На экране отображаются знаменитости кино и телевидения, которые отвечают на каверзные вопросы Призрака.
Особенность в том, что вопросы и ответы на выходе заменяются, и настоящие знаменитости выглядят смешно.

## Звёзды, участвовавшие в ток-шоу
| - Джим Керри - Том Йорк - Бьорк - Дайан Паркинсон - Чак Рассел - Кевин Мини - Базз Олдрин - Питер Фонда - Дензел Вашингтон - Камерон Диас - Уилли Нельсон - Барри Гибб - Морис Гибб - Робин Гибб - Боб Денвер - Эшли Джадд - «Странный Эл» Янкович - Камаль Ахмед - Эрта Китт - Адам Уэст - Гарри Гоз - Дженнди Тартаковски - Крейг Маккрекен - Мэтт Грейнинг - Донни Осмонд - Метод Мэн - Халк Хоган - Джеймс Хетфилд - Дэвид Кросс - Майк Джадж - Марк Хэмилл - Голди Хоун - Том Арнольд - Бен Стиллер - Моби - Сара Джессика Паркер - Джерри Спрингер - Эрик Эстрада |

## Вселенная Космического Призрака
Шоу Космического призрака имело много спин-оффов за счёт своей популярности:
- Aqua Teen Hunger Force. Мультсериал, созданный в 2000 году, прежде всего обязан «Космическому призраку» своими персонажами. В 1995 году в Шоу Призрака внедрили двух новых комических персонажей: ворчливый и вредный коктейль Мастер Шейк и маленький добродушный и по-детски наивный кусок мяса Тефтель. Эти два персонажа станут главными героями, получив продолжение в мультсериале «ATHF».
- Шоу Брака. Брак является одним из главных героев «Космического Призрака». Он получает своё собственное шоу в 2000 году.
- Идеальная причёска навсегда. Пародийная комедия на аниме, придуманная двумя сценаристами «Космического Призрака», первоначально была показана от имени Космического Призрака. Первый эпизод шоу так и был назван: «Космический призрак. Идеальная причёска навсегда». Параллельно основной сюжетной линии в мультсериале идёт комическая сюжетная линия с Призраком в главной роли.
- МорЛаб 2021. Мультфильм очень напоминает «Космического Призрака» в плане анимации. Также, как и в «Призраке», в МорЛабе 2020 были вырезаны основные типажи, которые говорили и двигались так, чтобы выглядело смешно.